# Acatizie
Acatizia este o mișcare anormală caracterizată printr-o senzație de neliniște interioară acompaniată de tulburară mintală și inabilitatea de a sta nemișcat. De obicei, membrele inferioare sunt afectate predominant. Cazurile severe pot include agresivitate, violență și gânduri de suicid.
Medicația antipsihotică, în special antipsihoticele de generație I, sunt cauza principală a acatiziei.